# Milena (singel)
Milena – trzeci i ostatni singel z albumu Kasi Nosowskiej pt. Milena.

## Lista utworów
1. "Milena (Radio Edit)" – 2:53
2. "Milena (Album Version)" – 2:53